# 조운선

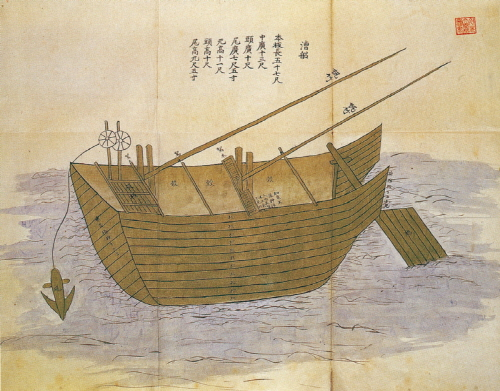
조운선

조운선(漕運船)은 조선 시기 화물을 운반하던 화물선이다. 주로 각지의 세금으로 걷어들인 곡물을 운반하였다. 고려시기부터 이미 조창을 운영하며 쓰인 것으로 보인다. 고려 시기의 곡물 운반선인 초마선(哨馬船)은 1000 석의 곡물을 운반할 수 있는 크기였으며 조선의 조운선 역시 이 정도의 규모를 지녔다. 현재 전해지는 조운선의 제원은 조선 후기의 것으로 18세기에 제작된 《각선도본》의 기록과 인양된 유물을 종합할 때 경하중량 41 톤의 목선으로 쌀 1천 섬을 실었다면 곡물 약 53 톤을 운반할 수 있었고 여기에 각종 항해도구와 선원을 고려하면 재화중량은 96 톤이라고 추정할 수 있다.

## 건조
조선 초기의 조운선 건조는 국가가 주도하였다. 태종은 즉위 직후 251 척의 조운선을 건조하였고 다시 즉위 14년인 1413년 80 척을 추가로 건조하였다. 이후 세조 시기에도 전라도 변산과 완도에서 100 척의 조운선이 건조되었다.
건조된 조운선은 6년이 되면 수리하고 다시 6년이 되면 개조하도록 규정되어 있었으며 이에 따르면 선박의 수명은 대략 20년 내외였다. 조선 초기에는 관이 주도하여 건조하였으나 후기에 들어서는 민간에서 건조한 조운선이 많이 이용되었다.

## 운용
조선은 수운을 이용하기 용이한 중부 및 남부 지방의 요지에 조창을 세우고 세곡 운반을 담당하게 하였다. 이름에는 창고의 의미가 있지만 실제 창고가 함께 운영된 경우는 적었고 걷어들인 세곡은 되도록 빨리 조운선에 실어 서울로 운송하였다. 대동법 시행 이후 모든 조세를 곡물로 수납하면서 기존의 조운선으로는 물량을 감당할 수 없었기 때문에 민간의 조운선인 사선을 동원할 수 밖에 없었다.
삼남의 세곡이 모두 조운선을 이용하여 서해를 북상하여 한강 유역인 경강(京江)에 집결하게 됨으로써 이지역은 새로운 상권의 중심지로 떠올라 경강상인이 상권을 주도하게 되었다.

## 유물
조선 시기 운용되던 조운선은 이후 모두 폐기되어 온전한 선체를 보전한 것은 없으나 운항중 침몰한 유물들이 발굴되어 있다. 2011년 조운선 복원이 시도되었다.